# بخش انسل، شهرستان کاس، مینه سوتا
بخش انسل (به انگلیسی: Ansel Township) یک منطقهٔ مسکونی در ایالات متحده آمریکا است که در شهرستان کاس، مینه‌سوتا واقع شده‌است.
 بخش انسل ۹۲٫۶ کیلومتر مربع مساحت و ۱۰۱ نفر جمعیت دارد و ۴۲۱ متر بالاتر از سطح دریا واقع شده‌است.